# Malý Krtíš
Malý Krtíš je obec v okrese Veľký Krtíš v Banskobystrickém kraji na Slovensku. Leží ve východní části Ipeľské kotliny v údolí řeky Krtíš, přibližně 2 km jižně od okresního města. Žije zde 490 obyvatel.
První písemná zmínka o obci pochází z roku 1482. V období 1973–1992 byla obec součástí okresního města.

## Památky
- Vesnická zvonice, lidová zděná stavba z roku 1848. Ve zvonici se nachází zvon z roku 1824.